# Контрерас, Ари
Ари Эфраин Контрерас Крус (исп. Ari Efraín Contreras Cruz; род. 2 ноября 2005, Тлальнепантла, Морелос) — мексиканский футболист, защитник клуба «Пачука».

## Клубная карьера
Контрерас — воспитанник клуба «Пачука». 4 февраля 2024 года в матче против «Тихуаны» он дебютировал в мексиканской Примере.

## Международная карьера
В 2024 году в составе молодёжной сборной Мексики Контрерас выиграл домашний молодёжный Кубок КОНКАКАФ. На турнире он сыграл в матчах против команд Гаити, Гватемалы, Панамы, Кубы и США.

## Достижения
Международные
 Мексика (до 20)
- Победитель молодёжного чемпионата КОНКАКАФ — 2024